# Valery Nikolaevich Solodchuk
Valery Nikolaevich Solodchuk (tiếng Nga: Валерий Николаевич Солодчук, sinh ngày 24 tháng 3 năm 1971) là một tướng lĩnh Quân đội Liên bang Nga, hiện tại là Tư lệnh Quân khu Trung tâm kiêm tư lệnh nhóm quân Tsentr tại chiến trường Ukraina.
Sau khi học thiếu sinh quân tại Trường Quân sự Suvorov ở Leningrad, Solodchuk vào Trường cao đằng Chỉ huy Nhảy dù Ryazan và tốt nghiệp trường này năm 1992. Ông đã đảm nhiệm các chức vụ từ chỉ huy trung đội đến tham mưu trưởng của một trung đoàn. Năm 2004, ông tốt nghiệp Học viện Binh chủng Hợp thành của Lực lượng Vũ trang Liên bang Nga.
Solodchuk tốt nghiệp Học viện Quân sự của Bộ Tổng tham mưu Lực lượng Vũ trang Nga năm 2012 và từ năm 2012 đến năm 2014, ông chỉ huy Sư đoàn tấn công đường không sơn cước Cận vệ 7 của Lực lượng Đổ bộ đường không Nga. Từ mùa thu năm 2014 đến cuối mùa xuân năm 2015, ông là chỉ huy của Quân đoàn 1 (Cộng hòa Nhân dân Donetsk), hoạt động tại Donetsk, Ukraina thuộc Bộ Tư lệnh Thành phần Dự bị số 12 của Quân khu Nam. Từ năm 2015 đến năm 2017, ông là Phó Tư lệnh Tập đoàn quân 5 của Quân khu Đông, và sau đó từ năm 2017 đến năm 2020 là Tham mưu trưởng Tập đoàn quân 36, đồn trú tại Buryatia. Vào tháng 1 năm 2020, ông trở thành tư lệnh Tập đoàn quân 36. Vào tháng 12 năm 2021, ông được thăng hàm Trung tướng. Ngày 21 tháng 2 năm 2025, ông được thăng quân hàm Thượng tướng.